# کیسوکی (شیمانه)
کیسوکی (به لاتین: Kisuki) یک منطقهٔ مسکونی در ژاپن است که در استان شیمانه واقع شده‌است. کیسوکی ۶۴٫۰۷ کیلومتر مربع مساحت و ۹٬۸۹۰ نفر جمعیت دارد.